# 壹心娱乐
壹心娱乐，是一家以演艺经纪、影视制作、直播经纪为主业的中国大陆娱乐公司，由陆垚、杨天真、陈洁、陈嘉颖在2014年2月16日合伙创立。
2020年6月1日，壹心娱乐做出重大业务调整，重建战略布局和业务板块，逐步转变为演艺经纪、影视制作、直播经纪三个方向并驾齐驱。杨天真作为董事长兼CEO，负责整体运营。陈洁担任壹线影业CEO，产品线主要为“女性力量”、“青春梦想”两大方面。杨天真进入直播赛道，主要探索直播内容升级、IP打造、销售闭环和主播经纪。杨天真和陈洁卸任所有艺人经纪业务，创始合伙人陆垚担任“壹心经纪”CEO，合伙人田叶回归偶像经纪业务。

## 旗下艺人
| - 白宇 - 李现 - 朱亚文 - 赵又廷 - 王学圻 - 董宝石 - 费启鸣 - 吴昊宸 - 陳昊森 - 吳慷仁 - 李诞 | - 宋佳 - 马伊琍 - 马思纯 - 春夏 - 杨子姗 - 薛凯琪 - 卜冠今 - 沈佳妮 - 范帅琦 - 谢子然 - 周雨彤 - 徐梦洁 - 张雪迎 | - 鲍鲸鲸 - 张冀 - 邓科 - 蒋卓原 - 吴中天 - 张睿 |

| - 王安宇 - 万鹏 - 牛超 - 余承恩 | - 朱一旦 - 易立竞 - 陈碧舸 - 李艺彤 | - 童瑶 |

## 已离开艺人

### 男艺人
- 鹿晗（2016-2018）
- 张艺兴[2]（2018-2019）

### 女艺人
- 陈数[3]（2014-2020）
- 张雨绮（2017-2019）
- 欧阳娜娜[4]（2018-2020）
- 乔欣（2018-2019）